# بطولة إفريقيا للجمباز الإيقاعي
بطولة أفريقيا للجمباز الإيقاعي هي مسابقة قارية للجمباز الإيقاعي تقام كل عامين وينظمها الاتحاد الأفريقي للجمباز.

## ملخص المنافسات
| العام | المدينة المستضيقة     |
| ----- | --------------------- |
| 2000  | تونس                  |
| 2002  | الجزائر               |
| 2004  | ثييس السنغال          |
| 2009  | القاهرة مصر           |
| 2010  | ولفس بي ناميبيا       |
| 2012  | بريتوريا جنوب إفريقيا |
| 2014  | بريتوريا جنوب إفريقيا |
| 2016  | ولفس بي ناميبيا       |
| 2018  | القاهرة مصر           |
| 2020  | شرم الشيخ مصر         |